# Jason Smith (politico)
Jason Thomas Smith (Saint Louis, 16 giugno 1980) è un politico statunitense, membro della Camera dei Rappresentanti per lo stato del Missouri.

## Biografia
Nato a Saint Louis e cresciuto a Salem, Smith studiò all'Università del Missouri e in seguito ottenne la laurea in legge in Oklahoma. Svolse la professione di avvocato gestendo contemporaneamente un'impresa immobiliare che aveva fondato durante gli studi.
Entrato in politica con il Partito Repubblicano, a venticinque anni venne eletto all'interno della legislatura statale del Missouri, dove rimase per quasi otto anni, arrivando ad essere indicato dai colleghi come Presidente pro tempore dell'assemblea.
Nel 2013, quando la deputata Jo Ann Emerson annunciò le proprie dimissioni, Smith si candidò per il suo seggio alla Camera dei Rappresentanti e prese parte ad un'elezione speciale riuscendo a vincerla. Fu poi riconfermato nelle elezioni successive.